# Санта Бриђида (Бергамо)
Санта Бриђида (итал. Santa Brigida) је насеље у Италији у округу Бергамо, региону Ломбардија.
Према процени из 2011. у насељу је живело 635 становника. Насеље се налази на надморској висини од 785 м.

## Становништво
Према резултатима пописа становништва 2011. у општини је живело 597 становника.
| 1931. | 1936. | 1951. | 1961. | 1971. | 1981. | 1991. | 2001. | 2011. |
| ----- | ----- | ----- | ----- | ----- | ----- | ----- | ----- | ----- |
| 865   | 751   | 930   | 804   | 788   | 694   | 646   | 635   | 597   |